# Gore di Colle di Val d'Elsa
Le gore sono canali artificiali realizzati nel XIII secolo a Colle di Val d'Elsa.
Ricevono le acque del fiume Elsa  ed hanno le dimensioni di circa un metro di larghezza per circa un metro di profondità. Fornivano, per la rapida discesa delle acque, energia motrice, a costo basso o nullo, a tutti gli opicifi quali mulini, gualchiere, roterie, cartiere, ferriere.
Il primo tratto delle gore si trova tra "le Vene" e il "ponte delle Nove", dove nell'antichità si trovavano alcuni molini, tra cui quello di Onci.
Dopo lo spostamento degli abitanti di Gracciano nel castello di Colle di Val d'Elsa, si rese necessario portare l'acqua dentro le mura non solo per i consueti usi domestici e per l'irrigazione, ma anche per sfruttarla in favore delle attività economiche. Viene quindi costruito un secondo tratto delle gore.

## Il percorso
Al ponte di San Marziale l'Elsa, trova la "steccaia", una sorta di sbarramento che serve a trattenere l'acqua del fiume per deviarla nelle gore grazie ad un sistema di chiuse mobili, costituite da tavole da inserire in blocchi di pietra. L'acqua così incanalata scorre tra pareti di arenaria fino ad arrivare al “cancello” (o “concello”), dove la gora si dirama.
Il tratto più antico, detto “Aldobrandina” (o “Lombrandina” – il nome viene fatto risalire ai presunti costruttori ed in particolare ad Aldobrando o Aldobrandino dei Pannocchieschi d'Elci), arriva fino a Spugna, in prossimità della Chiesa di Santa Maria Assunta a Spugna, per proseguire per i “Botroni” e poi terminare il corso riversandosi di nuovo nell'Elsa. Già intorno all'anno mille, comunque, esistevano a Spugna mulini con macine mosse dalla forza dell'acqua.
L'altro tratto, che risale all'inizio del '200, si dirige invece verso il “piano” (l'odierna parte bassa della città), passando per la zona delle “fabbriche”,  e da qui anch'essa fino ai “Botroni”.
Qui, nel XIX secolo, si è aggiunto un altro canale che serviva a fornire forza motrice alla "Ferriera Masson".
Di epoca granducale è infine la costruzione, di fianco alla “steccaia” di San Marziale, del "Callone Reale", una saracinesca che regola l'afflusso dell'acqua deviata nelle gore.

## La regolamentazione
Le gore erano di proprietà comunale e la loro importanza per l'economia cittadina rese necessaria una regolamentazione, che venne elaborata nel 1491: in quest'epoca, ad eccezione di alcuni tratti la cui manutenzione era a carico dell'intera collettività, la pulizia, la cosiddetta “rimondatura”, era a carico di coloro che sfruttavano la gora per la loro attività; veniva inoltre pagata una tassa per poter sfruttare la forza motrice. Era proibito piantare alberi lungo il percorso delle gore o coltivare il terreno in loro prossimità.
Nel 1936 è stato approvato un nuovo statuto, che prevede l'affidamento della gestione al "Consorzio utenti gore", lasciando tuttavia inalterati i principi fondamentali dello statuto quattrocentesco. Ancora oggi le gore, visibili in alcuni tratti, sono soggette alla “rimondatura” annuale.

## Fattore di sviluppo
La presenza della forza motrice assicurata dalle gore favorì a Colle di Val d'Elsa lo sviluppo dell'industria della carta: nel XVIII secolo oltre ai numerosi mulini (diciotto nel 1871), ricevevano la forza motrice delle gore anche oltre quindici cartiere. A queste si aggiunsero nel XIX secolo le Ferriere Masson.
All'inizio del XX secolo, subito a nord di Colle di Val d'Elsa, presso il “Bagno”, venne costruito un ponte, dotato di chiuse mobili, andato distrutto durante la seconda guerra mondiale. Le chiuse permettevano di deviare l'acqua dell'Elsa nella cosiddetta “Gorina”, che andava ad alimentare una piccola centrale elettrica nei pressi del Ponte dell'Armi per poi riconfluire nell'Elsa.

## Galleria d'immagini

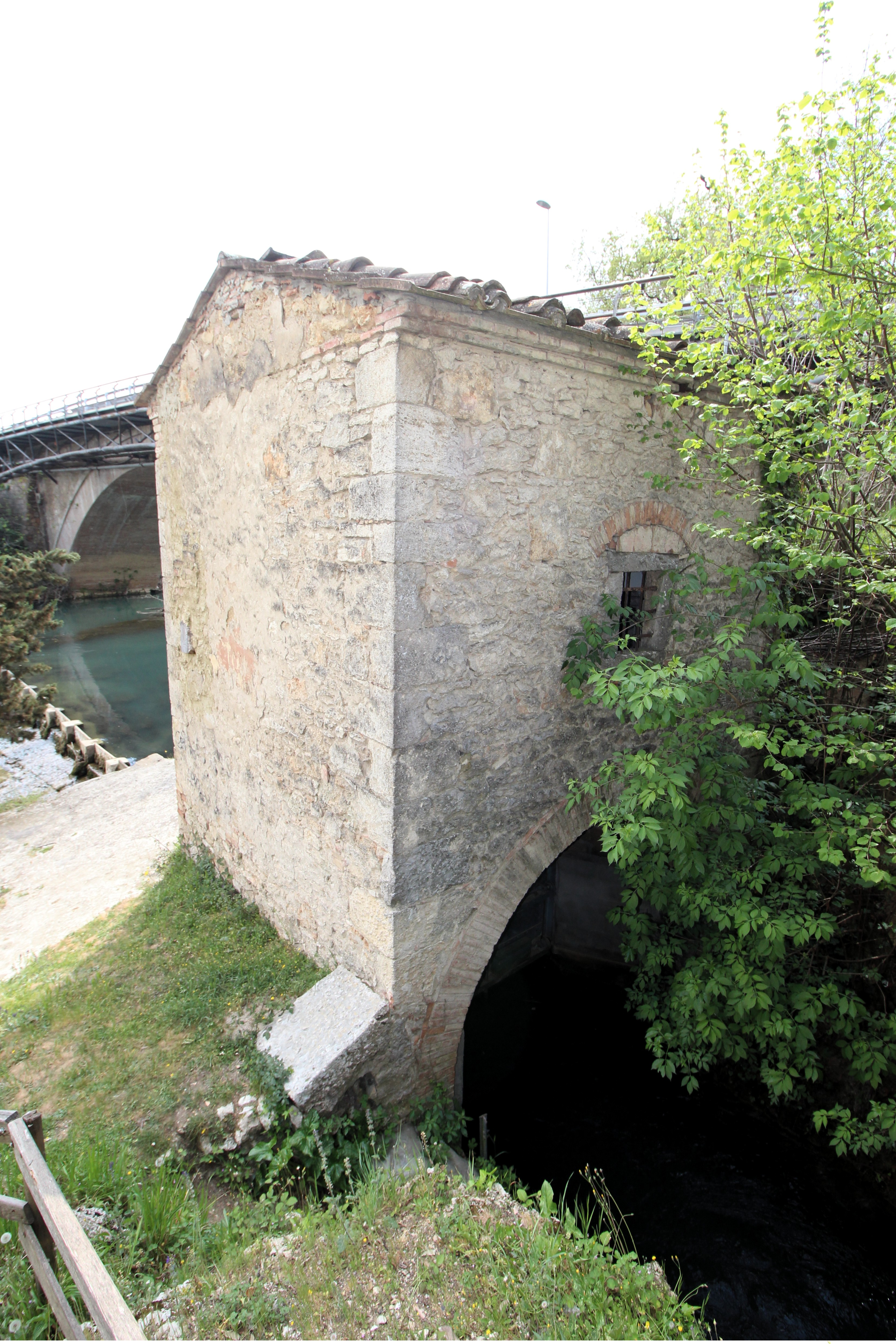
Le gore alle steccaia della Ponte di San Marziale a Gracciano dell'Elsa
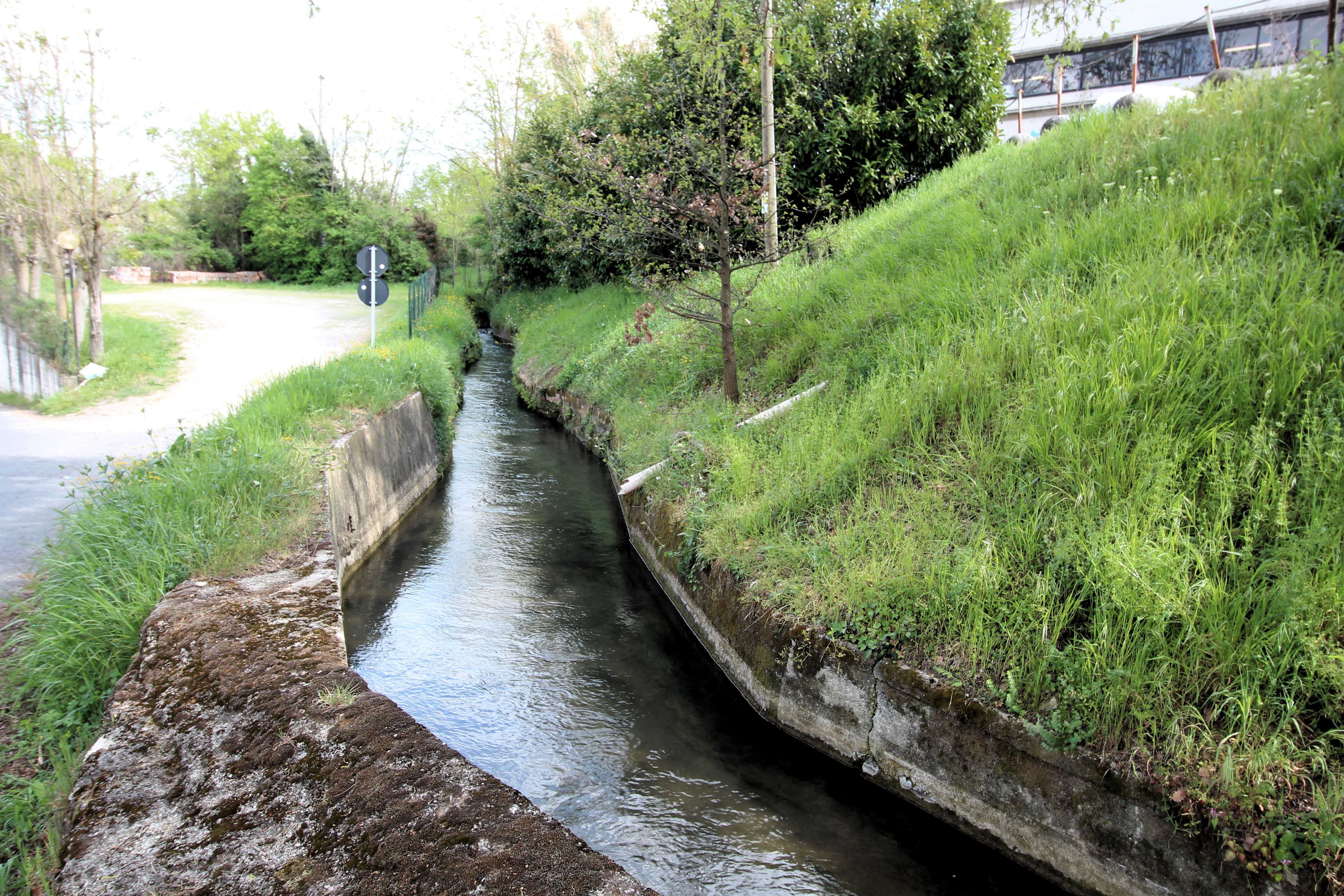
Le gore vicino Gracciano dell'Elsa
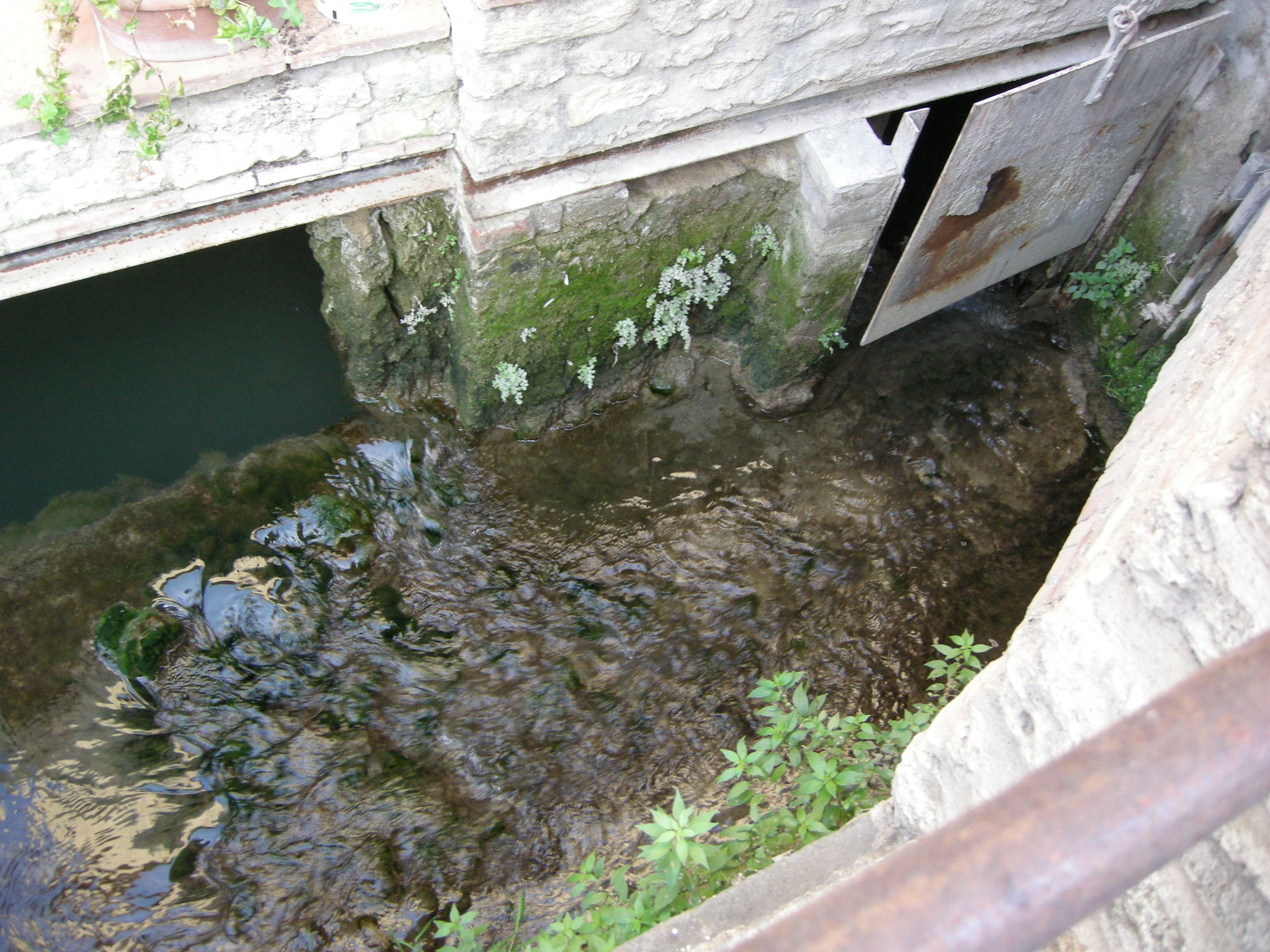
un tratto delle gore